# 김수현 (1990년)
수현(본명: 김수현(金樹炫) , 1990년 11월 28일 ~ )은 대한민국의 골프 선수이다.

## 생애
김수현은 2009년 한국여자프로골프 협회의 준회원으로 입회했다.레슨전문프로로서의 커리어를 쌓아가고 있는 중이며 문화일보의 골프칼럼, 네이버의 1분레슨등을 통하여 사람들에게 골프를 조금더 수월하게 접근할 수 있도록 도움을 주고있으며, 앞으로도 어떤 방식으로 아마추어 골퍼들에게 도움을 줄지 기대가 되는선수이다.